# Жером Керв'єль
Жером Керв´єль (народився 11 січня 1977 р.)  — французький трейдер, який працював в інвестиційній компанії Societe Generale. Є єдиним підозрюваним у справі торгової втрати у 2008 році в розмірі 7,2 млрд доларів (€4,9 млрд). Його звинуватили у банківських махінаціях, у перевищенні повноважень та у зловживанні довірою з метою отримання незаконного прибутку. Підсудний від початку відмовився брати на себе всю провину за банківські втрати, заявляючи, що начальство було в курсі цих махінацій. Також не вдалося з’ясувати, які саме фінансові схеми той використовував для отримання прибутку.

## Життєпис
Народився 11 січня 1977 р. у містечку Пон-л'Аббе, Бретані. Його мати Марі-Жозе (Marie-Josee) працювала перукарем, а батько Луї (Louis) на металургійному заводі. Він також мав старшого брата. У цьому ж містечку закінчив ліцей, після чого вступив до університету Нанта, де у 1999 році отримав диплом бакалавра зі спеціалізацією по фінансам. У 2000 році закінчив магістратуру в університеті Ліона за фахом «Організація і контроль фінансових ринків». Одразу після закінчення магістратури він почав працювати у банку. У 2001 році Жером балотувався на міських виборах Пон-л’Аббе від правоцентристської партії UMP, проте не був обраний. У 2002 році його підвищили до асистента трейдера, а вже через 2 роки сам став трейдером. У 2007 році його батько помер, а через рік він розлучився з дружиною. 
Протягом 2007 року він з використанням механізму маржинальної торгівлі відкрив позиції по ф'ючерсах на індекси європейських бірж на загальну суму близько 50 млрд. євро, що приблизно в 1,5 рази більше капіталізації банку. У цей же час завдяки його широким знанням в області роботи систем контролю, йому вдавалося довгий час приховувати всі махінації. Сам Керв'єль пояснював, що система, яка існує в банківському секторі Франції, змушує трейдерів проводити фіктивні операції для приховування реальних фінансових зобов'язань установ. Коли під час розслідування 19-20 січня 2008 року, всі дізналися про його незаконні дії, було вирішено закрити позиції трейдера якнайшвидше. Наслідки махінацій завдали значної шкоди репутації Societe Generale і фінансовій системі Франції. Одначе вся відповідальність лягла саме на Жерома, а на банк нічого. В кінці січня 2008 року органи влади затримали Керв’єля. Його відпустили під заставу, проте через 10 днів знову заарештували. У результаті, 18 березня 2008 року Жерома випустили на волю. 

## Судовий процес
Слухання по справі Жерома відбулося 8 червня 2010 року. Фінальний підсумок відбувся 5 жовтня 2010 року: вина Жерома Керв'єля була доведена, і той був засуджений до 3-річного тюремного ув'язнення і двох років умовно. Не дивлячись на те, що його вже засудили до тюремного ув’язнення, він повинен був відшкодувати всі фінансові збитки інвестиційної компанії у розмірі 4,9 млрд євро. 